# Південне Аральське море
Півде́нне Ара́льське мо́ре — озеро на теренах колишнього Аральського моря, яке утворилось в 1987 році, коли Аральське море розділилося на дві частини внаслідок використання річкової води на сільськогосподарські потреби. У 2003 році Південне Аральське море саме розпалося на західний і східний басейни, сполучені вузькою протокою, глибиною до 29 м над рівнем океану, яка балансує рівень, але не дозволяє змішуватись воді.
У 2005 році Північне Аральське море було відгородженно дамбою задля відродження риболовлі, чим було відрізано єдиний притік води.
У 2008 році східна частина Південного Аральського моря знов зазнала поділу, перетворившись на калюжу ропи. Західний басейн на 43 метри глибший за східний, тому має більше шансів проти висихання.

## Солоність
У 2007 році, західний басейн мав солоність 70 г/л, східний 100 г/л. Але при падінні рівня води нижче рівня 29 м над рівнем океану (нижче рівня дна з'єднувального каналу) солоність може збільшитись.

## Сучасний стан
Площа Західного Аральського моря тримається на рівні 2 700—3 500 км², середня глибина — 14-15 м, максимальна — 37-40 м. Підземні води дають в середньому 2 км³ води на рік . Східне Аральське море практично повністю висохло в травні 2009 року, однак знову відновилося навесні 2010 року.
Східний басейн ще[коли?] може отримувати воду від Амудар'ї у дощові роки, роблячи західний басейн все більшим і солонішим. Водна інтервенція Амудар'ї до західного басейну дозволила б розвинути рибну ловлю і припинити висихання східного басейну. 

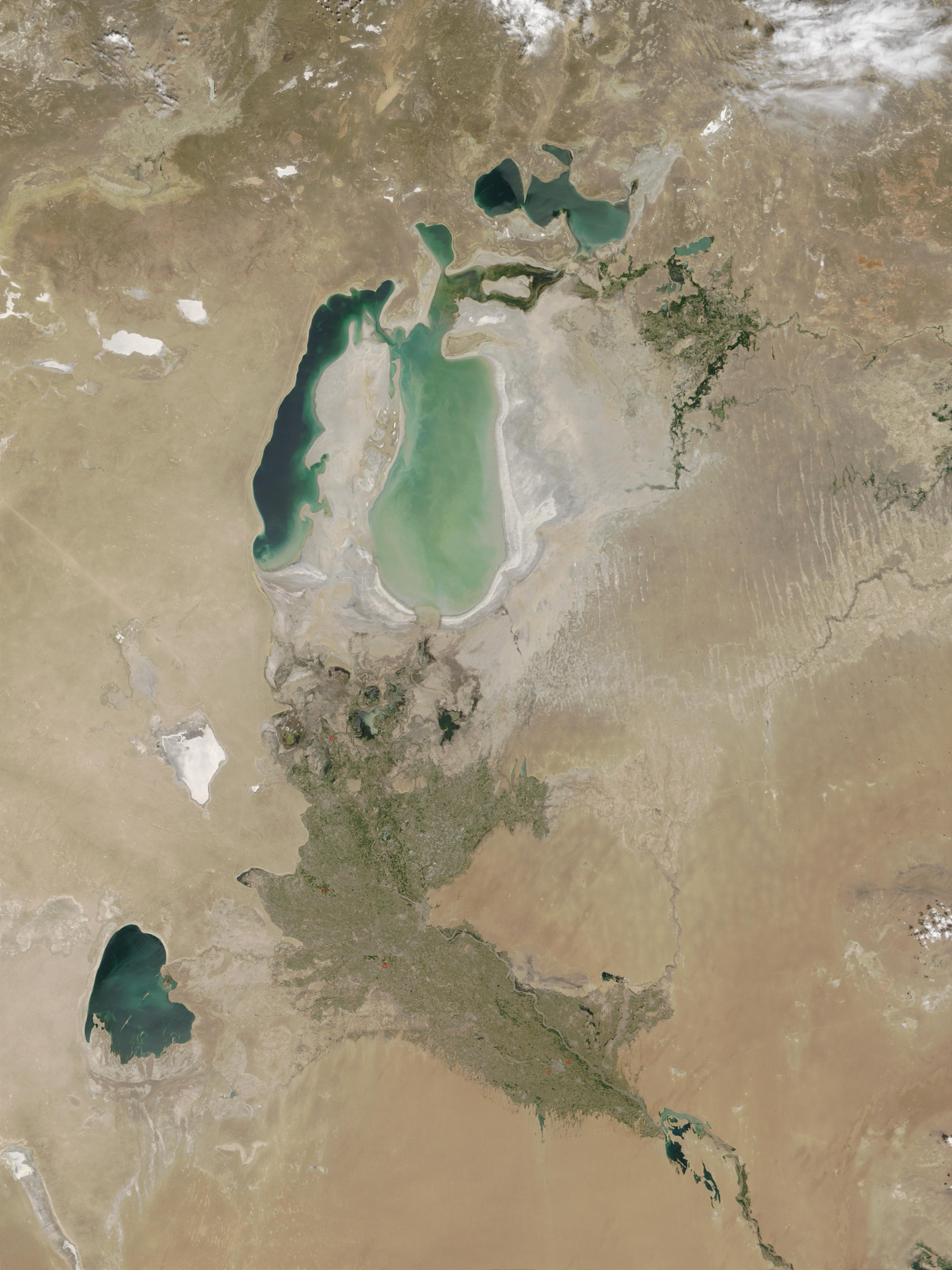
Липень 2002 року: найсвітліші тони демонструють останнє висихання.
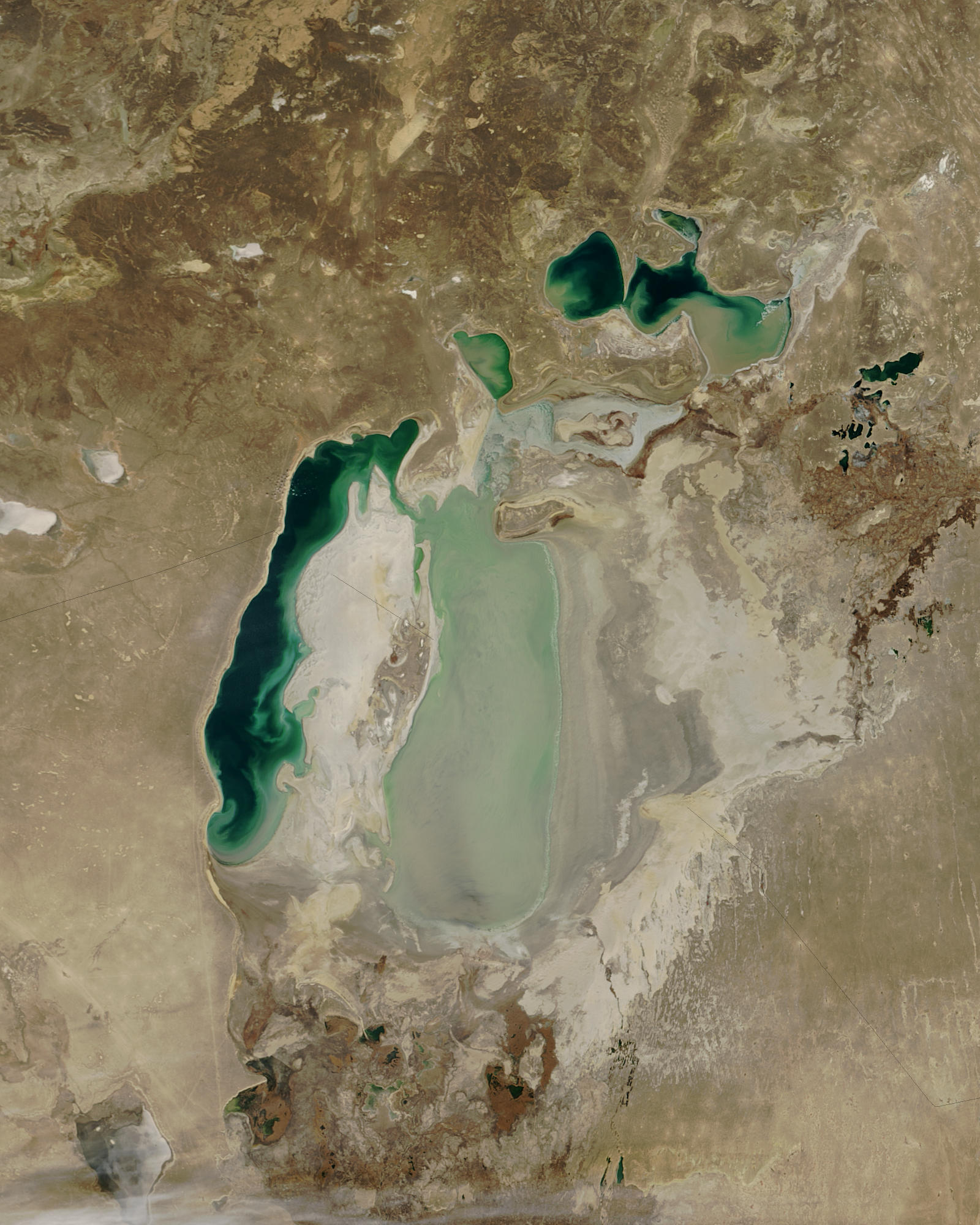
Листопад 2003 року: випарувалася велика кількість води у Східному Аральському морі.
Зміни Аральського озера від 2006 до 2009 років.
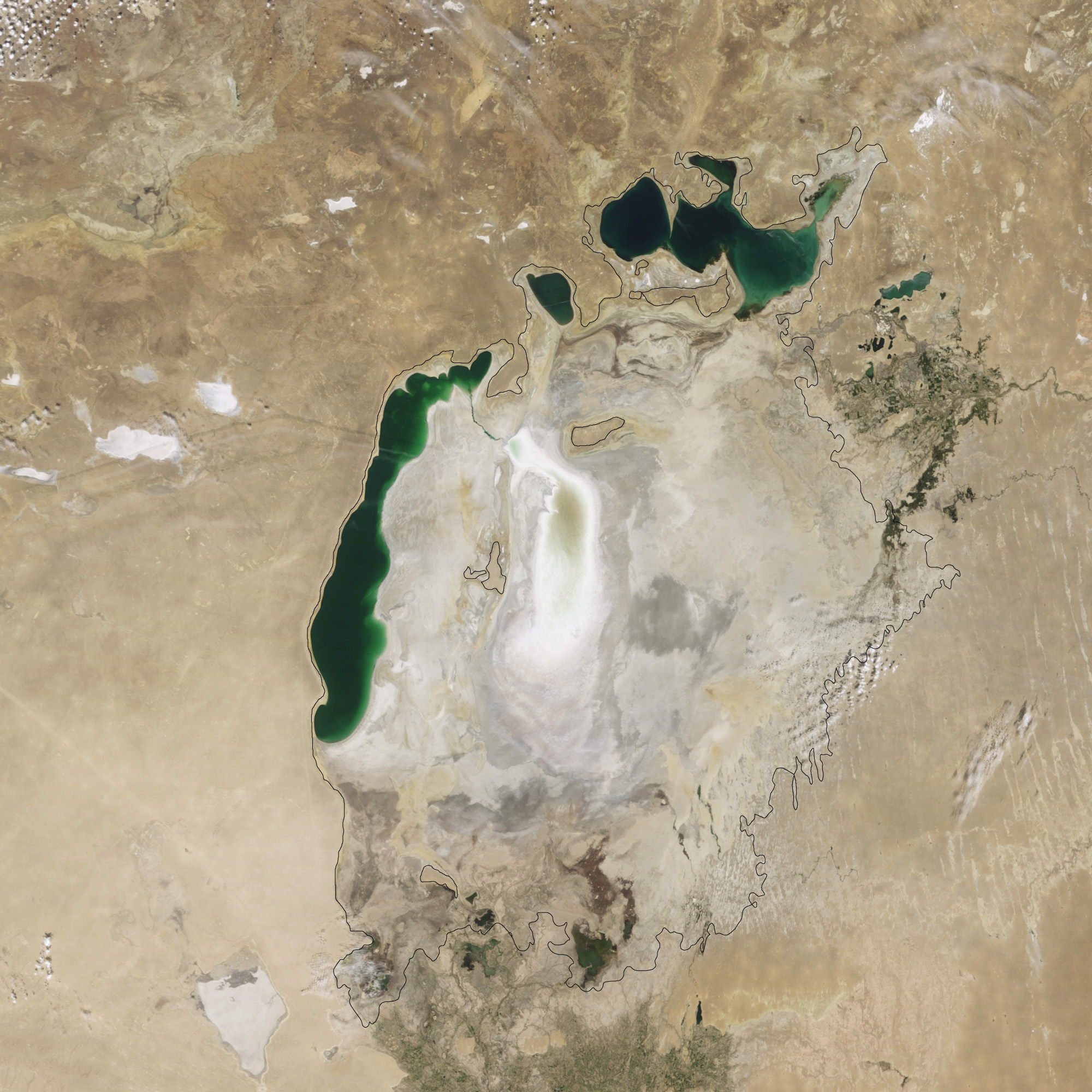
Серпень 2009 року: Східне Аральське море повністю висохло, окрім вузької смужки води біля каналу, який з'єднує його із Західним морем.
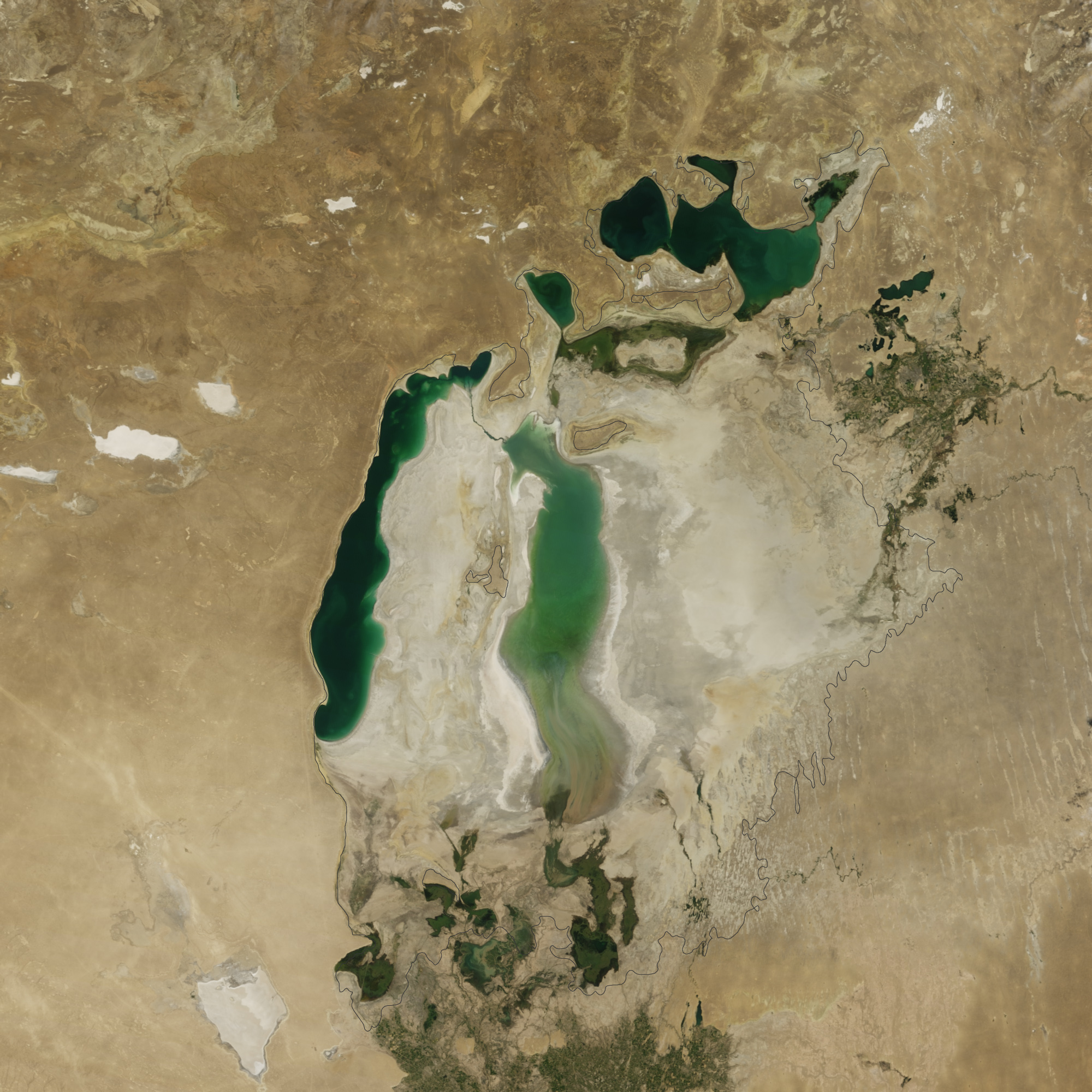
Серпень 2010 року: Східне море знову наповнилося талими водами з Амудар'ї.